# 英国最高法院
英國最高法院，正式稱為聯合王國最高法院（英語：Supreme Court of the United Kingdom），是英國的最高法院，對於英格兰和威尔士及北愛爾蘭兩個司法管轄區下的事務擁有終審權，也是這些司法管轄地區的最高上訴司法機關。最高法院在蘇格蘭法律擔當的角色則相對有限。此外，對於因權力下放而衍生的訴訟，最高法院亦擁有審判權。這些涉及權力下放而衍生的訴訟，是指關於北愛爾蘭行政院、蘇格蘭政府及威爾斯政府三個權力下放政府，涉及其法律權力的訴訟、以及由這三個地方政府的立法機關因制定法律而導致的訴訟。最高法院現址位於倫敦西敏的前美度石士市政廳（Middlesex Guildhall）。
英國最高法院乃依據《2005年憲制改革法令》第3部而設立，並於2009年10月1日起開始運作。它的司法權力主要繼承自上議院，這些權力過往一直由12位同時擁有上院議員身份的常任上訴法官（Lord of Appeal in Ordinary，或譯「上議院高等法官」）組成的上議院司法委員會行使。至於涉及權力下放事務的審判權，過往則由樞密院司法委員會執掌。
英國最高法院無權審理來自蘇格蘭的刑事案件，這些案件一概由蘇格蘭的高等刑事法院（High Court of Justiciary）審理，因此蘇格蘭高等刑事法院是當地最高的刑事法院。然而，英國最高法院則一如昔日的上議院，繼續有權審理來自蘇格蘭高等民事法院（Court of Session）的上訴案件，但要上訴獲最高法院受理，就必先要由兩名蘇格蘭大律師（Advocate）確認上訴理據合理。

## 成立背景
設立最高法院的主要論據，在於原本的上議院不應集立法權及司法權於一身，而最高法院首任院長菲利普斯勳爵亦指出，昔日上議院具備終審權，令人混淆之餘，亦有違三權分立的原則。
受歷史因素影響，英國過往行政、立法及司法三權未有明確分清，而一旦司法人員同時擁有立法或行政權力，就使到司法審訊潛在不公平的因素，有可能違反《歐洲人權公約》內的規定。基於這種背景，有意見認為昔日由上議院常任上訴法官審理案件，隨時可受《歐洲人權公約》挑戰。然而，資深法官廖柏嘉勳爵則擔心，英國最高法院法官有機會比昔日上議院的法官擁有更多權力，從而使到他們權力膨脹。菲利普斯勳爵曾回應承認的確有這種風險，但他認為實際發生的機會不大。
設立最高法院的建議，最初由工黨的貝理雅政府在2003年6月正式提出。在提出建議前，由於政府未有廣泛諮詢公眾，使方案初時備受一定爭議，不過建議後來仍在國會得到詳細討論。在2004年間，英國上議院一個特別委員會對成立最高法院的正反意見作出詳細審視，經修訂後方案最終隨《2005年憲制改革法令》獲通過而正式落實。英國政府在籌建最高法院期間，估計總籌建開支約為5,690萬英鎊，另外又多付1,800萬鎊作搬遷費，而司法部估計最高法院每年營運開支約為1,350萬鎊。
除英國最高法院以外，現時蘇格蘭高等刑事法院、高等民事法院及法院會計師辦事處（Office of the Accountant of Court）合稱司法院（College of Justice），官方上稱為蘇格蘭最高法院（Supreme Courts of Scotland），也行使部分終審司法權。英國最高法院成立以前，英國本來另設有英格蘭及威爾斯最高法院（依據1870年代以来制定的各項《司法院法令》而成立）及北愛爾蘭最高司法院（Supreme Court of Judicature in Northern Ireland），兩所最高法院分別包含上訴法院、高等法院及若干皇室法庭。但自《2005年憲制改革法令》正式生效以後，這兩所最高法院分別更名為英格蘭及威爾斯高級法院（Senior Courts of England and Wales）及北愛爾蘭司法院（Court of Judicature in Northern Ireland）。

## 司法權力

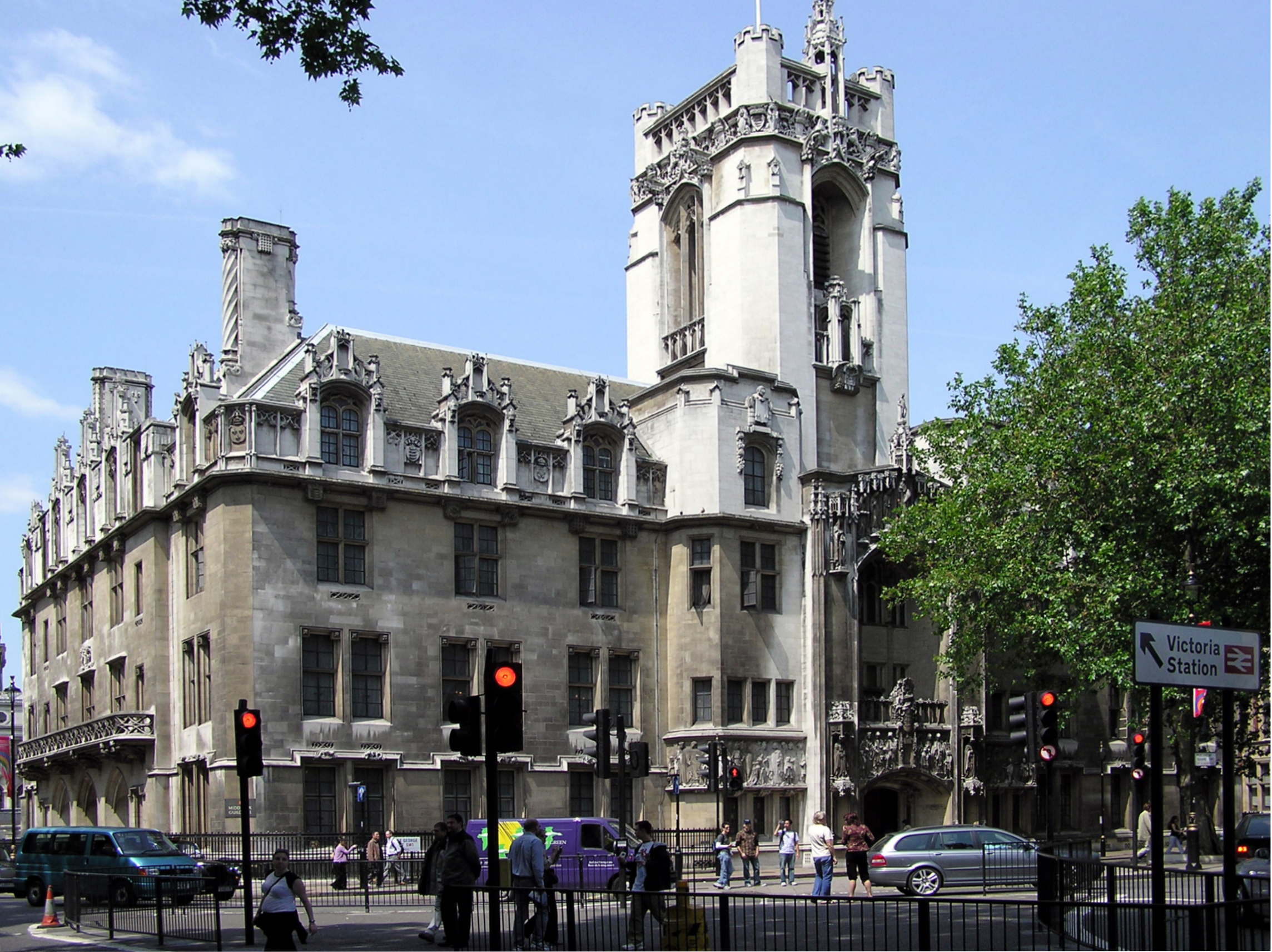
最高法院駐地，前美度石士市政廳

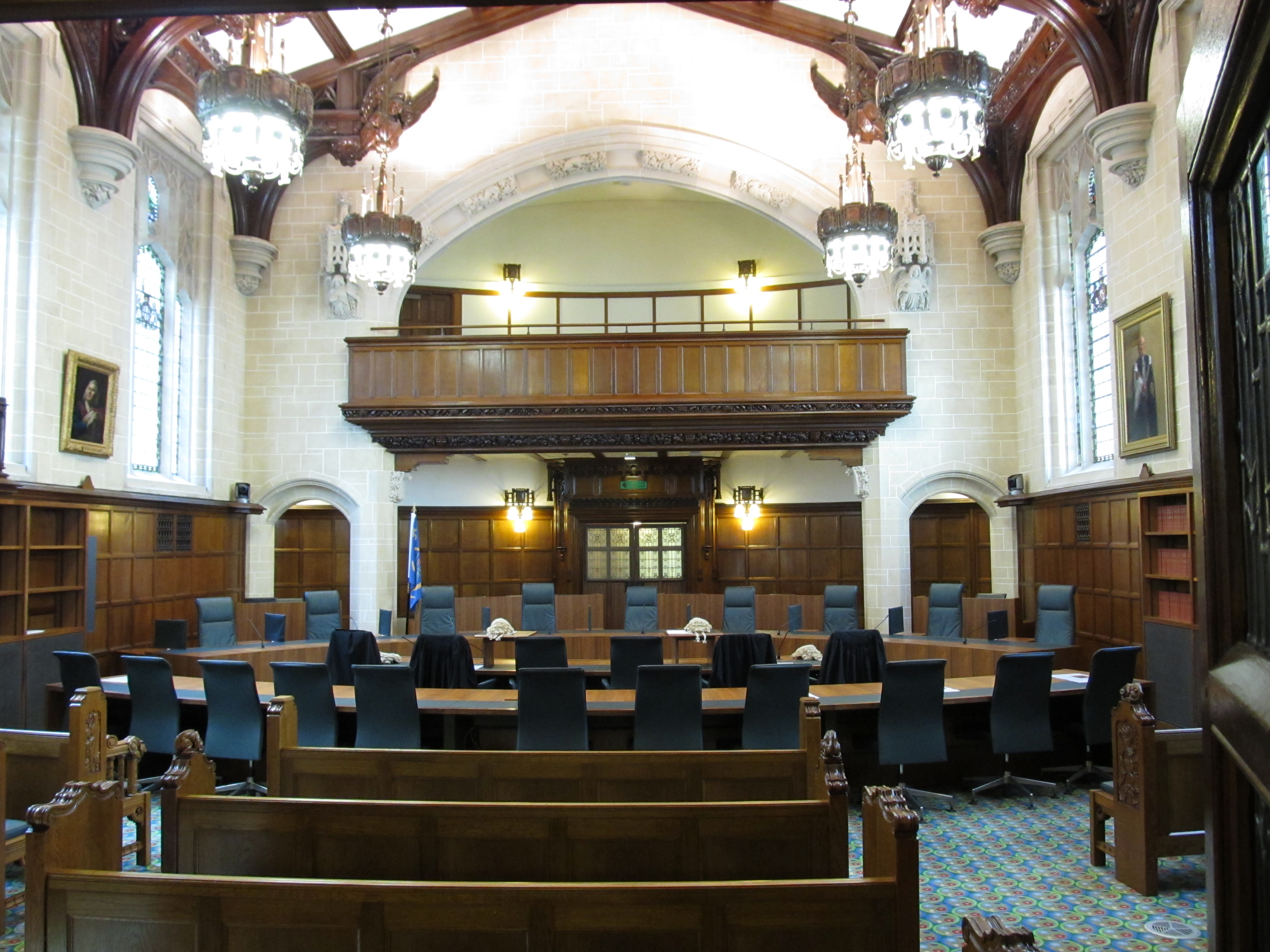
最高法院第一法庭内景

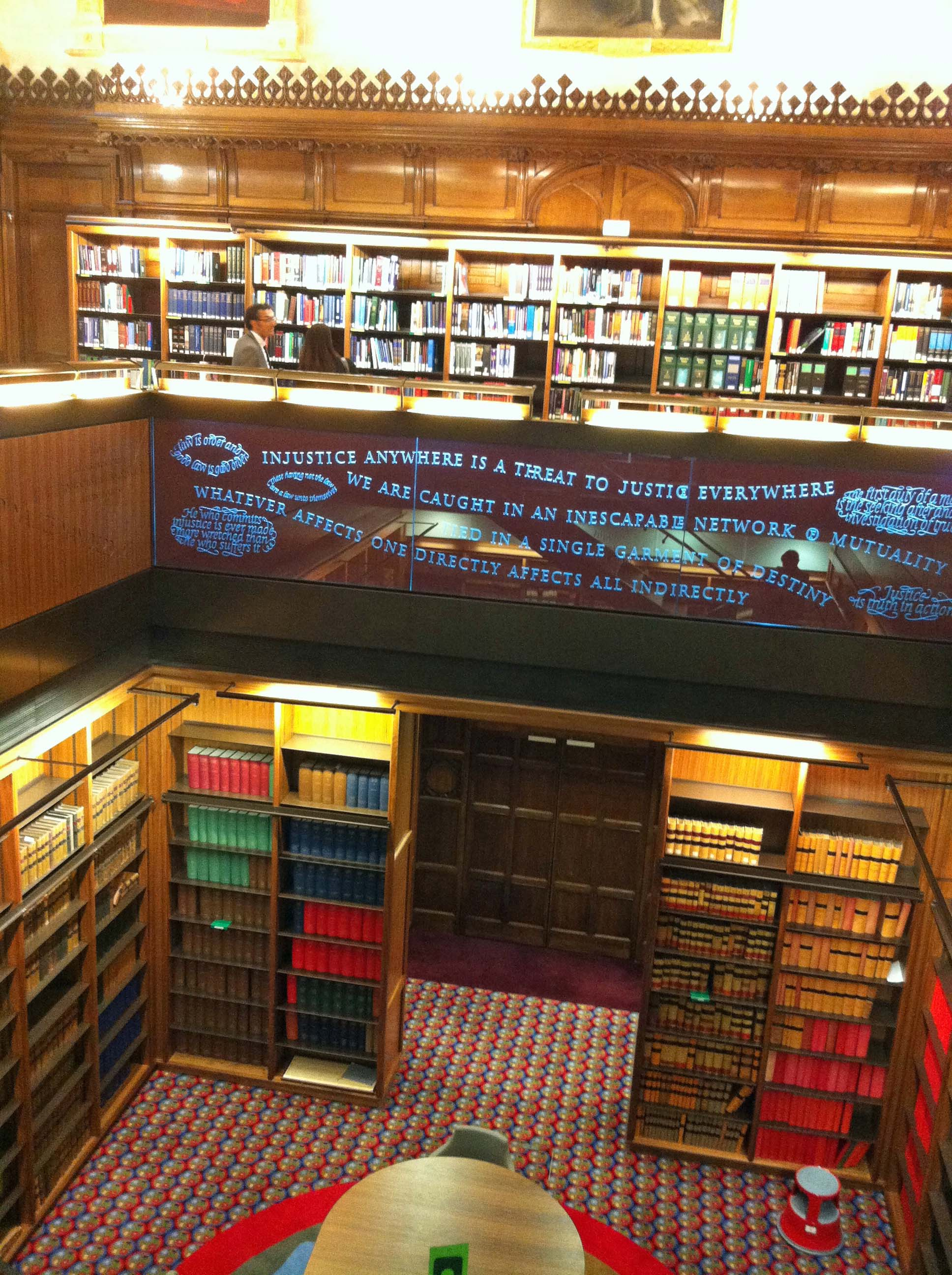
最高法院圖書館内景

英國最高法院的主要職責，是審理來自英格蘭、威爾斯及北愛爾蘭三個司法管轄區的上訴案件。最高法院尤其關注對一般大眾具重要影響的司法案件，一如昔日的上議院受理上訴委員會，商業糾紛、家庭問題、涉及公共機構的司法覆核、以至於涉及《1998年人權法令》等等各類型的上訴案，都可由最高法院審理。另外，最高法院亦可審理刑事上訴案件，不過在蘇格蘭，刑事案件最高只可上訴至蘇格蘭的高等刑事法院，由於不設上訴權的關係，蘇格蘭高等刑事法院是當地最高的刑事法院。
英國最高法院亦可就「權力下放事務」（Devolution Issues，由《1998年蘇格蘭法令》、《1998年北愛爾蘭法令》及《2006年威爾斯政府法令》所界定）作出裁決。這類型的訴訟，都與北愛爾蘭行政院及北愛爾蘭議會、蘇格蘭政府及蘇格蘭議會、或威爾斯政府及威爾斯議會三個構成國政權的權力有關。在最高法院成立以前，這類案件一概由樞密院司法委員會審理，而過往的案件，主要涉及到《歐洲人權公約》、各條《權力下放法令》、以及《1998年人權法令》。
在歐盟層面，英國最高法院有權獨立詮釋由歐盟通過的法律，並確保英國各級法院履行由歐洲人權法院作出的裁決。在涉及人權的案件中，如果最高法院拒絕受理，與訟雙方可向歐洲人權法院尋求協助，以便對人權範疇作進一步詮釋。如果歐洲法院未有對歐盟法律作有效詮釋，而有關法律又涉及最高法院的案件，最高法院法官亦可向歐洲法院尋求釋法。
英國最高法院的審訊不設陪審團，沒有陪審員參與審訊及裁判。一般而言，最高法院審理的案件會由多名法官會審，會審人數多為單數，以確保有大比數的裁決。會審後法官達成一致共識，才會撰寫判辭。一般案件會由5名法官會審，而特別重大的案件會由9位法官會審。最高法院的案件可開放予公眾旁聽，而法庭內更常設攝影機作轉播審訊之用，是英國司法史的首次。

## 法院編制
《2005年憲制改革法令》確立了英國最高法院法官的遴選制度。根據法令，最高法院一旦出缺，將由司法大臣設立遴選委員會負責遴選工作，這個特別委員會成員包括最高法院正、副院長二人、以及由英格蘭及威爾斯司法委任委員會（Judicial Appointments Commission）、蘇格蘭司法委任委員會（Judicial Appointments Board for Scotland）及北愛爾蘭司法委任委員會（Northern Ireland Judicial Appointments Commission）各派出一名委員擔任。要成為合資格的最高法院法官人選，必須擔任資深法官至少兩年、或者擔任執業律師至少15年。遴選委員會最終提名的人選名單會經由司法大臣送交首相覆核，再由首相送呈英皇作正式任命。在《2005年憲制改革法令》生效後及英國最高法院成立前的期間，在遴選新的上議院常任上訴法官時，政府可自由選擇是否採用最高法院的遴選制度進行遴選。
最高法院在2009年10月1日正式啟用，12席法官席位中，其中10席由原來的上議院常任上訴法官出任，第11席由卷宗主事官（Master of the Rolls）簡嘉麒勳爵（Lord Clarke）出任，他成為首位未擔任過常任上訴法官，而直接出任最高法院法官的人。簡嘉麒勳爵遺下的卷宗主事官一缺，則由原上議院常任上訴法官廖柏嘉勳爵接替，因此廖柏嘉勳爵未有到最高法院供職。至於首任最高法院院長一職，由原上議院首席常任上訴法官菲利普斯勳爵出任。在2010年4月13日，英格蘭及威爾斯上訴法院法官約翰·戴森爵士（Sir John Dyson）就任最高法院法官，填補第12席的空缺。戴森是首位就任時沒有貴族爵位的最高法院法官。
任何英國最高法院法官如擁有終身貴族爵位，爵位皆可以保留，但他們不能像其他終身貴族一樣擁有上議院議員身份，這意味所有原上議院常任上訴法官出任英國最高法院法官後，一概失去上院議員的身份。不過，雖然昔日的上院常任上訴法官在上任前一般都會獲封為終身貴族，但日後新任命的最高法院法官則不一定獲得同樣待遇。至於擁有終身貴族爵位的最高法院法官在退休以後，可以恢復上院議員身份。
截至2020年6月，最高法院法官分別是（上限12席）：
1. 韋彥德勳爵（The Lord Reed of Allermuir，院長）（2012年2月6日上任）
2. 賀知義勳爵（Lord Hodge，副院長）（2013年10月1日上任）
3. 湯納莫爾克爾勳爵（The Lord Kerr of Tonaghmore）（2009年10月1日上任）
4. 德文特布萊克女爵（Lady Black of Derwent）（2017年10月2日上任）
5. 勞埃德-瓊斯勳爵（Lord Lloyd-Jones）（2017年10月2日上任）
6. 維斯特波恩布里格斯勳爵（Lord Briggs of Westbourne）（2017年10月2日上任）
7. 赫斯瓦爾雅頓女爵（Lady Arden of Heswall）（2018年10月1日上任）
8. 基欽勳爵（Lord Kitchin）（2018年10月1日上任）
9. 賽爾斯勳爵（Lord Sales）（2019年1月11日上任）
10. 夏寶倫勳爵（Lord Hamblen）（2020年1月13日上任）
11. 萊格特勳爵（Lord Leggatt）（2020年4月21日上任）
12. 布路士勳爵（Lord Burrows）（2020年6月2日上任）

除了上面的常任法官席位，最高法院院長亦可要求其他資深法官署任最高法院法官，但人選必須從下列兩大類別中選取：
- 第一類是「資深地方法官」：即英格蘭及威爾斯上訴法院法官、北愛爾蘭上訴法院法官、以及蘇格蘭高等民事法院內院的第一庭或第二庭法官。
- 第二類是「補充名單」上的人士：即已經退休，但年齡未過75歲的前資深法官，這類法官獲委任前，需先獲得最高法院院長之書面許可。

英國最高法院的行政事務另有一隊行政團隊負責，這個團隊由一名行政總裁主理，行政總裁之下分別設經歷司及機構服務總監各一人。經歷司統理法院各類涉及司法事務的日常運作及行政工作，而機構服務總監則主管人力資源、財政及採購、圖書館、公共關係、電腦系統、公眾教育及合約服務等大小事務。

## 法院院址

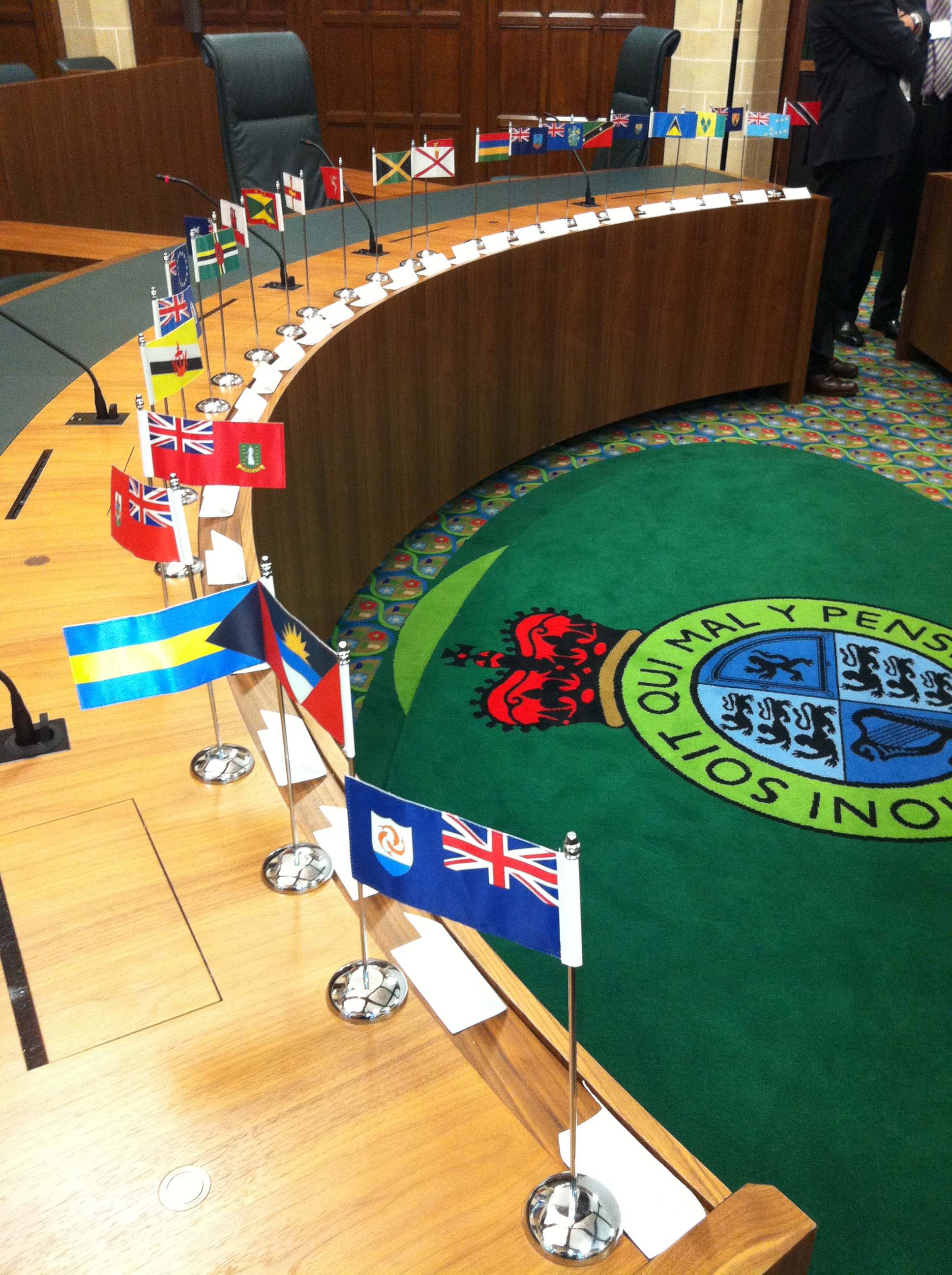
最高法院第三法庭由樞密院司法委員會使用。法官席上陳列的旗幟代表了允許上訴至樞密院的英聯邦各國和領地。

最高法院成立之前，上議院司法委員會的庭審工作一般在國會大廈西敏宮内、毗鄰上議院的一條走廊上的幾間房間内進行。
自《2005年憲制改革法令》通過後，英國當局一直為最高法院物色院址，早期的選址包括位於倫敦河岸的薩默塞特府，但政府最後決定以位於西敏國會廣場的前米德爾塞克斯市政廳作為法院院址。有關決定曾獲國會一個委員會作深入探討，後來再獲西敏市議會批准對院址進行翻新工程。但工程被保育團體質疑破壞歷史文物，更一度遭入稟提出司法覆核。
建成於1913年的前米德爾塞克斯市政廳本身獲評定為二級歷史建築物，毗鄰英國國會及西敏寺等重要地標，在改作英國最高法院以前，曾先後用作米德爾塞克斯郡議會、米德爾塞克斯四季法院（Middlesex Quarter Sessions）及皇室法庭等用途。
翻修工程于2007年動工，2009年竣工。除了最高法院外，樞密院司法委員會駐址也在同一幢樓内，開庭時使用大樓内的第三法庭。

## 法院院徽
不同於英國其他法院，最高法院除了入口正門上方及三號法庭內分別展示了皇家紋章外，法院內其他地方基本上不展示代表英國皇室的皇家紋章。取而代之的，是一個代表最高法院的徽章。最高法院院徽乃由紋章院於2008年10月頒佈，院徽呈圓形，外部頂上方寫有「THE SUPREME COURT」（最高法院）的字眼，其下是一個同時代表古希臘字母奧米加（Ω）及天秤（♎）的外圈，分別寓意終結及公平；外圈內則分別繪有代表英格蘭的都鐸薔薇、代表威爾斯的韭蔥葉、代表北愛爾蘭的亞麻、以及代表蘇格蘭的薊花，四者枝莖緊緊扣連，形成院徽的內圈。呈圓形的院徽正上方，則綴上代表了英國君權的皇冠徽號。
除正式版本以外，最高法院另有兩款院徽的簡化版，在第一款當中，「THE SUPREME COURT」的字眼以黑色而非金色寫成，而奧米加環則同樣以黑色而非白色上色，至於內部的花卉則較正式版本簡化和大，頂上的皇冠亦採用較簡化的線條。另一版本則更為簡化，這款簡化版除了省去「THE SUPREME COURT」字樣，頂上的皇冠也被省去。
最高法院另有一微縮版院徽，微縮版同樣呈圓形，內分四等份，每份皆以抽象線條，繪有上面提及的四種花卉。這款微縮版院徽由彼得·布萊克爵士（Sir Peter Blake）設計，布萊克爵士曾於1967年為披頭四樂隊設計大碟「Sgt. Pepper's Lonely Hearts Club Band」的封面。

## 注腳
1. ↑  原英格蘭及威爾斯最高法院（Supreme Court of England and Wales）有時也被稱作「英國最高法院」，使用上需要留意。

## 延伸閱讀
- Le Sueur, Andrew (ed). Building the UK's New Supreme Court: National and Comparative Perspectives (Oxford University Press 2004). ISBN 0-19-926462-7.
- Morgan, Derek (ed). Constitutional Innovation: the creation of a Supreme Court for the United Kingdom (A special issue of the Legal Studies, the Journal of the Society of Legal Scholars).

## 外部連結
- 英國最高法院 （页面存档备份，存于）（官方網站）
- 司法部最高法院網站
- 《2005年憲制改革法令》全文 （页面存档备份，存于）
- . BBC News. 2007-03-07  [2007-03-07]. （原始内容存档于2021-03-03）.